# Narodni park Jotunheimen
Narodni park Jotunheimen (norveško: Jotunheimen nasjonalpark, dobesedno "Dom velikanov") je narodni park na Norveškem, ki je priznan kot ena najpomembnejših regij za pohodništvo in ribolov v državi. Narodni park obsega 1151 kvadratnih kilometrov in je del večjega območja Jotunheimen. Več kot 250 vrhov se dviga nad nadmorsko višino 1900 metrov, vključno z dvema najvišjima vrhovoma Severne Evrope: Galdhøpiggen na 2469 metrih in Glittertind na 2465 metrih.
Narodni park pokriva večino gorate regije Jotunheimen, vključno s Hurrungane, vendar sta Utladalen in njegova okolica znotraj zaščitenega krajinskega območja Utladalen. Geografsko leži v okrožjih Innlandet in Vestland. Geološko je Jotunheimen predkambrijska provinca. Ledeniki so izklesali trde kamninske masive gabra Jotunheimen in zapustili številne doline in vrhove.
Divje živali v parku so ris, los, navadni jelen, severni jelen, srna in rosomah. Večina jezer in rek hrani postrvi.
Namen narodnega parka je varovati divjo, edinstveno, lepo in večinoma nedotaknjeno gorsko pokrajino z živalskim in rastlinskim svetom na prehodu med vzhodno in zahodno gorsko naravo. V narodnem parku morajo biti v določenih mejah možnosti za kmetijstvo, rekreacijo na prostem, lov in ribolov, poučevanje in raziskovanje.

## Zgodovina
Jotunheimen je bil kraj lova že od nekdaj. V bližini jezer Gjende in Russvatnet so našli ostanke kamenodobnih lovskih taborišč. Ti ostanki segajo skozi bronasto in železno dobo, vse do zabeleženih časov. Visoke pašnike uporabljajo kot preseljevanje živine že vsaj 1000 let.
Odlok o Kraljevi cesti iz 15. stoletja je zahteval, da morajo prebivalci Loma ohraniti prehodnost gorskega prehoda do sredine Sognefjella, kar ljudem iz severnega Gudbrandsdala omogoča dostop do njihovega trgovskega mesta iz tistega obdobja, Bergna. Karavane so nosile kmetijske pridelke po gorah in se vračale s soljo, železom, suknom in lutefiskom (posušena bela riba).
Ime Jotunheimen ali »Dom velikanov« je razmeroma nedavno uporabljeno. Aasmund Olafsson Vinje (1818–1879), slavni norveški pesnik in novinar, ki se ga spominjamo po pionirski uporabi jezika nynorsk (eden od dveh uradnih pisnih standardov norveškega jezika), pa tudi kot predstavnik norveškega romantičnega nacionalizma, je izraz skoval leta 1862 in ga prevzel iz Keilhaujevega Jotunfjellene oz. gore velikanov. Leta 1909 je bil A. O. Vinju postavljen spomenik na zahodnem koncu Bygdinskega jezera pri njegovem ljubem Eidsbugardnu na današnjem obrobju narodnega parka, kjer je imel zasebno kočo. Stari prijatelji in privrženci so želeli obeležiti njegov prispevek k cenjenju norveške narave in krepitvi norveške nacionalne identitete. Danes se Eidsbugarden zdi precej veliko gorsko turistično središče z na novo obnovljenim hotelom iz leta 1909, ki je bil ponovno odprt poleti 2007, s kočo Norveške gorske turistične zveze (DNT) in približno 160 zasebnimi kočami. Do njega se poleti lahko pripelje z avtomobilom ali čolnom, pozimi pa z motornimi sanmi.
Leta 1869 je DNT zgradil svojo prvo kočo na obali jezera Tyin. Danes turistične koče DNT uvrščajo to območje med najbolje razvita turistična območja v Evropi. Ob jezerih je tudi omejeno število zasebnih koč.
S kraljevim odlokom decembra 1980 je bil v osrčju Jotunheimena prvotno ustanovljen 1145 kvadratnih kilometrov narodni park. Vključuje veliko najboljšega iz regije, vključno s planoto Galdhø, masivom Glittertind, Hurrungane in območjem Gjende. Park je povezan z naravnim rezervatom Utladalen, območjem velikim  300 kvadratnih kilometrov.

### Arheološke najdbe
Februarja 2020 so raziskovalci programa Secrets of Ice odkrili 1500 let staro vikinško puščično konico, ki sega v germansko železno dobo in je bila zaprta v ledeniku na južnem Norveškem, kar so povzročile podnebne spremembe v gorovju Jotunheimen. Puščična konica iz železa je bila razkrita s počeno leseno ostjo in peresom, dolga je 17 cm in tehta le 28 gramov.

## Uporaba parka
V pristojnosti uprave je, da lahko med drugim izdaja dovoljenje za dograditev ali rekonstrukcijo obstoječih koč in za gradnjo objektov, ki so potrebni za delovanje koč v narodnem parku. Lahko tudi dovolijo označitev primernega števila turističnih poti ter postavitev kažipotov, kadar se to zgodi na način, ki na terenu ne deluje neugledno ali dominantno.
Obstoječe cedre je mogoče vzdrževati in upravljati, vključno z gojenjem. Lov na severnega jelena in zajca ter lov in ulov belke, vrane, krokarja, sivega galeba, lisice in minka se lahko izvaja po veljavnih pravilih divjadi. Rjavi medved, volk, rosomah, ris in planinski orel se lahko ustrelijo, kadar je to potrebno zaradi odprave trenutne in neposredne nevarnosti poškodbe osebe ali pri napadu na bivole ali domače severne jelene.

## V literaturi
Jotunheimen je splošno priznan v literaturi, zlasti v potopisih iz 18. stoletja. Jotunheimski jezeri Gjende in Bygdin sta v središču mnogih od teh opisov.
Literarne reference so:
- A. O. Vinjejeva Diktsamling ali pesniška zbirka iz leta 1864 je slavila Jotenheimnen.
- Simfonična pesnitev Fredericka Deliusa On the Mountains je bila skicirana, ko je bil skladatelj leta 1889 na pohodniških počitnicah z Edvardom Griegom in Christianom Sindingom v gorah Jotunheimena.
- Drama Henrika Ibsena Peer Gynt vključuje Peerov slavni opis lova v Jotunheimenu. Tu na ozkem grebenu Besseggen - ali morda vzdolž grebena Knutshø na drugi strani Gjendeja - se je Peer Gynt podal na svojo znamenito jahanje divjih severnih jelenov po grebenu Gjendin.
- Three in Norway, by Two of The J.A. Lees in W.J. Clutterbuck, vključuje obsežne odlomke o izkušnjah treh Angležev z ribolovom in lovom na severne jelene v teh gorah.

## Promet
Kljub velikemu območju Jotunheimena je malo cest za avtomobilski promet. Med Jotunheimenom in Breheimenom planoto prečka norveška okrožna cesta 55. Proti zahodu se cesta nadaljuje naprej od Skjoldna preko Sogndalsfjøra, Balestranda in Høyangerja do evropske ceste E39. Na vzhodu vodi cesta proti Lomu. Nekaj manjših makadamskih cest vodi do različnih delov obrobja narodnega parka Jotunheimen, čeprav je samo območje narodnega parka praktično brezpotje. Majhna izjema pa je slepa cesta v Veodalen do Glitterheima, katere vrh je znotraj območja narodnega parka blizu Glittertinda.

## Drugo branje
- Welle-Strand, Erling (1996). Adventure Roads in Norway. Nortrabooks. ISBN 9788290103717.
- Taylor-Wilkie, Doreen, ur. (1996). Norway. Houghton Mifflin. ISBN 0-395-81912-1.
- Fullerton, Brian; Williams, Alan (1972). Scandinavia: An Introductory Geography. Praeger Publishers. OCLC 320783.